# История евреев в Литве
История евреев на территории современной Литвы (исторически — Великого княжества Литовского) известна по крайней мере с XIV века; возможно, евреи появились на этих землях еще в X веке. В настоящее время евреи в Литве составляют очень малую часть населения (0,10 % в 2011 году), но существует обширная литовская еврейская диаспора в Израиле, Соединённых Штатах и других странах.

## Ранняя история
Существуют разные мнения о происхождении евреев Литвы. Считается, что основу составляют два различных потока еврейской иммиграции. Первые иммигранты, пришедшие с востока, селились на территории, которая позже станет Великим княжеством Литовским (ВКЛ). Они говорили на смеси иудейского и славянского диалектов, отличавшей их от еврейских иммигрантов, которые значительно позднее пришли из германских земель.
Пражский епископ Адальберт, проповедовавший в 997 г. христианство балтскому племени пруссов, сообщает о наличии в окрестностях евреев.
Основной причиной следующего потока иммиграции стало преследование немецких евреев в XII веке крестоносцами. Традиционный язык подавляющего большинства евреев Литвы — идиш, в основном базирующийся на эльзасском диалекте немецкого языка, на котором говорят западные германские еврейские иммигранты.
Специфические условия, которые преобладали в Литве, заставили первых еврейских поселенцев принять иной образ жизни, отличающий их от западных единоверцев. В Литве того периода не существовало городов в западном значении этого слова.

## Улучшение благосостояния иммигрантов (1320—1440)
В период кампании Гедимина и его покорения Киева и Волыни (1320—1321) евреи, живущие на этих территориях, постепенно распространяются в северных провинциях Великого княжества Литовского. На все увеличивающийся вес и значение южных евреев для развития Литвы указывает их численность и положение на Волыни в XIII веке. Летописец так описывает похороны великого князя Владимира Васильковича в городе Владимире-Волынском: «Евреи плакали на его похоронах, как при падении Иерусалима или при взятии их в Вавилонский плен.» Это сочувствие и отчет о похоронах свидетельствуют о благодарности евреев за исключительное положение в этот период, их процветании и влиянии. Они принимают активное участие в развитии новых городов во время толерантного правления Гедимина.
Мало что известно о судьбе евреев Литвы в смутные времена, последовавшие за смертью Гедимина (1341). Как предполагает Авраам Гаркави, образ жизни литовских евреев, их сравнительная бедность и невысокий уровень еврейского образования препятствовали их межобщинной организации. Важные факторы ускорили эту организацию к концу XIV века. Главный из них, — вероятно, сотрудничество евреев Польши с евреями Литвы. После смерти Казимира III (1370) состояние польских евреев изменилось в худшую сторону. В Польше возросло влияние римского католического духовенства на суд. Людовик I Великий был равнодушен к благу своих подданных, а его настойчивое желание обратить евреев в христианство и увеличение еврейской иммиграции из Германии заставили польских евреев опасаться за своё будущее.
Внуку Гедимина Витовту евреи обязаны привилегиями, которые сыграли важную роль в дальнейшей истории евреев Литвы. Есть документы, дающие привилегии сначала евреям Трок, а затем евреям Бреста (4 января 1388), Гродно (1389), Луцка, Владимира. В конце XIV и начале XV вв. еврейские общины существовали лишь в этих пяти городах.
В 1388 году евреи, жившие на подвластной территории князя литовского Витовта, впервые получили собственные права и привилегии.
В преамбуле устава 1388 года было сказано: «Во имя Бога, аминь. Все людские дела, когда они не подтверждены показаниями свидетелей или в письменной форме, пройдут и исчезнут во времени. Поэтому мы, Александр, также называемый Витовтом, Великим князем Литовским и правителем Бреста, Луцка, Владимира и других мест, сообщаем, что, согласно настоящему уставу, нынешние и будущие поколения, или тот, кого может это касаться, должны знать или слышать это. После должного обсуждения с нашими дворянами мы решили предоставить брестским евреям, живущим в наших областях, права и свободы, упомянутые в уставе».
Документ был разработан по образцу аналогичных документов, составленных Казимиром III, а ещё ранее Болеславом Набожным, по отношению к евреям Польши в 1264 году. По уставу, литовские евреи создали класс почётных граждан во всех уголовных делах. Официальными представителями польского короля и великого князя были воевода (в Польше) и староста (в Литве), которые были известны как «еврейские судьи», а также их представители. Еврейский судья выносил все решения между христианами и евреями, а также по всем уголовным делам, в которых евреи были заинтересованы; в гражданских исках, однако, он действовал только по просьбе заинтересованных сторон. Без претензии заинтересованной стороны он не имел права вызывать кого-либо в суд. Любая из сторон, проигнорировавшая вызов судьи, должна была заплатить ему штраф. Ему также принадлежали все штрафы, собранные с евреев за незначительные правонарушения. В его обязанности входило заботиться о соблюдении прав людей, их имуществе, а также помогать соблюдать свободу вероисповедания евреев. За евреями признавались: неприкосновенность жизни, частей тела (наравне со шляхтой) и собственности, свобода веры, право передвижения, свобода заниматься торговлей, ремёслами (наравне с мещанами). Евреи занимались не только ростовщичеством, но и торговлей, промыслами и земледелием.
В соответствии с этими законами равноправие евреев Литвы достигло уровня процветания, неизвестного их польским и немецким единоверцам в то время. Общины Бреста, Гродно, Трок, Луцка, Владимира быстро росли и богатели, пользуясь особым влиянием. Каждая община имела во главе еврейского старейшину. Это были наиболее уважаемые люди и представляли общины во всех внешних связях, в обеспечении новых привилегий, а также в сборе налогов. Некоторые богачи держали на откупе великокняжеские доходы (таможенные, питейные сборы) или владели сёлами. Такие «чиновники», однако, не упоминались как «старшие» до конца XVI века. До этого времени в документах просто указывалось, например, что «евреи Бреста смиренно обращаются» и т. д. При вступлении в должность старейшины заявляли под присягой, что они будут выполнять обязанности добросовестно, и освободят должность по истечении назначенного срока. Старцы действовали совместно с раввином, юрисдикция которого включала все еврейские дела, за исключением судебных, назначенных представителем власти или королём.
Доброжелательность и терпимость Витовта вызвали любовь и расположение евреев. Как жилось литовским евреям при великом князе Свидригайле, сведений не имеется, но он не был враждебен евреям, назначая их таможенными и соляными откупщиками.

## Правление Ягеллонов

### Изгнание евреев в 1495 году и возвращение в 1503 году
Преемниками Казимира IV в Польше стал его сын Ян I Ольбрахт, а на литовском престоле — его младший сын Александр Ягеллон. Последний подтвердил устав привилегий, предоставленных евреям его предшественниками, и даже дал им дополнительные права. Еврейские кредиторы отца получили часть сумм, причитающихся им, остальные долги удерживались под разными предлогами. Благоприятное отношение к евреям, которое показывали литовские правители на протяжении многих поколений, неожиданно было оборвано постановлением Александра, вышедшего в апреле 1495 года. Согласно этому декрету все евреи, живущие в Литве и на прилегающих территориях, должны были покинуть страну.
Изгнание, видимо, не сопровождалось обычной жестокостью, не было враждебности по отношению к евреям Литвы, и указ был расценен как акт простого своеволия со стороны абсолютного правителя. Часть дворян, однако, одобрила указ Александра, рассчитывая получить прибыль от высылки своих еврейских кредиторов. Об этом свидетельствуют многочисленные судебные иски после возвращения изгнанников в Литву в 1503 году. Как известно из источников на иврите, некоторые ссыльные иммигрировали в Крым, большое количество изгнанников поселилось в Польше, где, с разрешения короля Яна I Ольбрахта, они обосновались в городах, расположенных вблизи литовской границы. Это разрешение, данное сначала на два года, было продлено «из-за крайней нищеты евреев вследствие больших потерь, понесенных ими». Позволение распространялось на все города королевства. Евреям предоставлялась возможность пользоваться всеми свободами, которые были у их польских собратьев (Краков 29 июня 1498). Высланные караимы поселились в польском городе Ратно (ныне Украина).
Причин неожиданного изгнания было много, включая необходимость, списав долги, полученные от евреев, облегчить положение казны, а также укоренившиеся у многих литвинов личная неприязнь и враждебность, в том числе на почве религиозных различий.
Вскоре после вступления на престол Польши Александр разрешил еврейским изгнанникам вернуться в ВКЛ. Как показывают документы, с марта 1503 года евреям позволили вернуться, получить причитающееся им имущество, взыскать старые долги. Ещё сохранились их дома, земли, синагоги и кладбища. Вышедший устав льгот вновь позволял им жить на всей территории ВКЛ. Возвращение евреев и их попытки вернуть свои старые вещи привели к многочисленным трудностям и судебным процессам. Александр счел необходимым выпустить дополнительный указ (апрель 1503), направив его наместникам, чтобы обеспечить соблюдение закона. Несмотря на это часть собственности евреям не была возвращена.

### Закон 1566 года
В середине XVI века растёт антагонизм между дворянами и евреями. Их отношения стали напряжёнными, неприязнь христиан была направлена на литовских евреев. Антисемитские настроения появлялись во многом из-за экономических сложностей, рождённых конкуренцией, затем подпитывались священнослужителями, призывающими идти в крестовый поход против еретиков, к которым относили лютеран, кальвинистов и евреев. Преобразования, пришедшие из Германии, как правило, ослабляли верность Римско-католической церкви. Участились браки между католическими женщинами и евреями, турками или татарами. Епископ Вильно Павел Гольшанский пожаловался Сигизмунду Августу (декабрь, 1548) на частоту смешанных браков и появление потомства, лишенного веры своих отцов. Шляхта также видела в евреях опасных конкурентов в коммерческих и финансовых предприятиях. В деловых отношениях магнаты предпочитали евреев в качестве посредников, создавая тем самым особую неприязнь у части шляхты. Освобождение евреев от военной службы, власть и богатство еврейских откупщиков усиливали негодование шляхты. Некоторые члены дворянства пытались конкурировать с евреями как арендаторами таможенных поступлений, но безуспешно. Так как евреи жили в городах и на землях короля, дворянство не имело власти над ними и не могло извлечь прибыли от их действий.
Поэтому когда благоприятный момент наступил, литовское дворянство попыталось усилить власть над евреями.
Оппозиция к евреям нашла свое выражение в Уставе ВКЛ 1566 года, когда дворяне были впервые допущены к участию в национальном законодательстве. Пункт двенадцатый этого закона гласит:
«Евреи не должны носить ни дорогостоящие одежды, ни золотые цепочки, их жены не должны носить золотые или серебряные украшения. У евреев не должно быть серебряных креплений на шашках и кинжалах; их должна отличать характерная одежда, они должны носить желтые прописные буквы и их жены — платки из жёлтого полотна для того, чтобы все могли иметь возможность отличать евреев от христиан». Эти и другие ограничения подобного характера содержатся в том же пункте.

### Восстание казаков под предводительством Богдана Хмельницкого
В 1569 году Польша и Великое княжество Литовское объединились (Люблинская уния). В целом это было время процветания и относительной безопасности евреев в обеих странах (за исключением восстания Богдана Хмельницкого в XVII веке).
Во время восстания Богдана Хмельницкого Смоленское, Минское, Берестейское и Мстиславское воеводства Великого княжества Литовского оказались под властью восставших. Этот период — одна из самых трагических страниц в истории евреев Восточной Европы.
Вся территория, захваченная повстанцами, стала настоящим адом для евреев. Число жертв так, видимо, и не будет установлено..
Отчеты современников, как правило, подчеркивали большие потери среди еврейского населения, но в конце XX века цифры были значительно снижены.
По словам Ореста Субтелны, Вайнриб использовал расчеты С. Эттингера, свидетельствующие о том, что в районе, где произошло восстание, проживало около 50000 евреев (B. Вайнриб «Еврейские хроники о Богдане Хмельницком и казацко-польской войне»). Хотя многие из них были убиты, потери евреев не доходили до тех ужасных цифр, которые часто ассоциируются с восстанием. По словам Вайнриба, «фрагментарная информация периода и в значительной степени информация последующих лет, включающая сообщения о последующем восстановлении, ясно указывают на то, что катастрофа могла не быть такой страшной, как предполагалось».
В начале XX века цифры о потерях среди евреев основывались на рассказах еврейских летописцев того времени, значительно колебались и были очень высокими — от 100000 до 500000 и более. В 1916 году Симон Дубнов заявил:
«Ущерб, нанесённый евреям Польши (и Великого княжества Литовского) в фатальное десятилетие 1648—1658 годов, был ужасным. В сообщениях летописцев число жертв среди евреев колеблется от ста тысяч до пятисот тысяч. Но даже если принять нижнюю цифру, число жертв остается колоссальным, превышая даже число погибших в крестовых походах и в период Чёрной смерти в Западной Европе. Около семисот еврейских общин в Польше подверглись резне и грабежу. В украинских городах, расположенных на левом берегу Днепра, в регионе, населенном казаками, … еврейские общины исчезли почти полностью. В местах, расположенных на правом берегу Днепра или в польской части Украины, а также в водах Волыни и Подолии, где бы ни появлялись казаки, выжило лишь около десятой части еврейского населения».
С 1960-х по 1980-е годы историки считали, что было убито приблизительно 100 000 евреев, и, по словам Эдварда Фланнери, многие называли это «минимумом». Макс Димон в книге «Евреи, Бог и история», впервые опубликованной в 1962 году, пишет: «В течение десятилетия этой революции, возможно, погибло до 100 000 евреев». Эдвард Фланнери, в книге «Мучения евреев: двадцать три века антисемитизма», впервые опубликованной в 1965 году, также приводит цифры от 100 000 до 500 000, заявляя: «Многие историки считают, что вторая цифра преувеличена, а первая — минимальна». Мартин Гилберт в «Еврейском историческом атласе», опубликованном в 1976 году, утверждает: «Более 100 000 евреев были убиты, многие из них подверглись пыткам или жестокому обращению, другие бежали …». Многочисленные другие источники того времени приводят аналогичные цифры.
Согласно утверждениям еврейского летописца, писателя и историка XVII века Натана Ганновера, евреи называли Богдана Хмельницкого: «Хмель-злодеем, да сотрется имя его!»
Сразу после восстания большая часть евреев и поляков была взята в плен. Их продавали на рынках рабов в Стамбуле.

### Последствия восстания
Жестокость восстания разрушила жизнь литовских еврейских общин. Оставшихся в живых было немного, а вернувшиеся в свои старые дома были практически лишены возможности жить там. Войны, которые постоянно бушевали на территории Литвы, давали возможность еле сводить концы с концами и влачить жалкое нищенское существование. Желая восстановить евреям условия, существовавшие до 1648 года, Ян II Казимир (1648—1668) стремился предоставить различные льготы еврейским общинам Литвы. Однако, как это видно из современных документов, вернуться к старому порядку общинным организациям было непросто. В 1672 году еврейские старейшины из разных городов и деревень в Великом княжестве Литовском добились помощи от короля Михаила Вишневецкого (1669—1673). Вышел декрет, что «в связи с увеличением числа евреев, виновных в преступлениях против шляхты и других христиан, приводящих к враждебности христиан по отношению к евреям, а также из-за неспособности еврейских старейшин наказать таких преступников, которые находятся под защитой магнатов, король разрешает кагалу вызывать преступников на еврейские суды для наказания и исключения из общины, когда это необходимо». Попытки возродить старую власть кагала не увенчались успехом. Обедневшие еврейские купцы, потерявшие собственный капитал, были вынуждены занимать деньги у дворян, брать их в церквях, приходах, монастырях и у различных религиозных орденов. Кредиты давались, как правило, на неограниченный период, и были обеспечены закладными на недвижимость кагала. Таким образом, кагал оказался опутанным долгами у духовенства и дворянства.
В 1792 году еврейское население Литвы равнялось приблизительно 250 000 человек (для сравнения в 1569 году — 120 000). Вся торговля и промышленность Литвы находилась в руках евреев. Мещане (околичная шляхта) живут по большей части в своих фольварках и на фермах и торговлей не занимаются. Городское имущество сосредотачивается в руках монастырей, церквей и служащей шляхты.

## Литовские евреи в период правления Российской империи
В 1795 году закончилось существование польско-литовского содружества, и бывшие земли Великого княжества Литовского вошли в состав Российской империи. Евреи Литвы становятся подданными России.
В первой половине XIX века в некоторых районах были зафиксированы вспышки холеры, что побудило некоторых евреев отправиться на юг, в Польшу.
К концу XIX века евреи Литвы в массовом порядке бегут из Восточной Европы. Конфликты и погромы захлестнули Российскую империю, этому способствует антисемитизм русских царей.
Миллионы евреев, в том числе десятки тысяч литовских евреев, эмигрировали в этот период в Соединенные Штаты Америки. Часть из них предпочитает Южную Африку, которая стала убежищем для 120.000 евреев. Небольшое количество эмигрировало в подмандатную Палестину.

## Литовские евреи в годы Литовской республики (1918—1940 гг.)

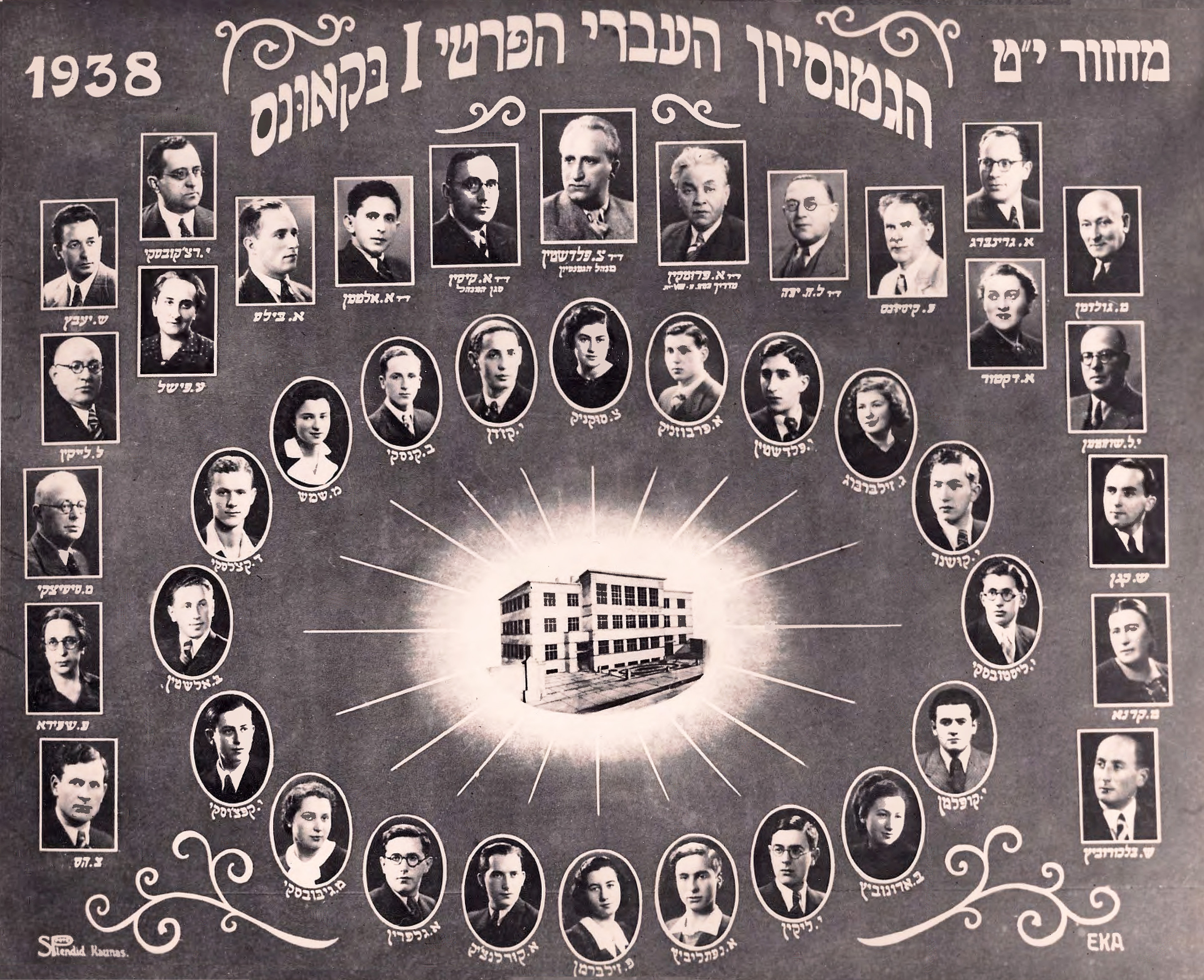
Ученики и учителя каунасской еврейской реальной гимназии, 1938 год

В период войны за свободу Литвы евреи принимали самое активное участие. 29 декабря 1918 года правительство Литвы обратилось к добровольцам с просьбой защитить литовское государство; из 10000 добровольцев было более 500 евреев. Более 3000 евреев служили в литовской армии между 1918 и 1923 годами. Изначально еврейская община получила широкие возможности в области образования и налогообложения через общественные советы и общины.
К 1934 году в Литве усиливаются националистические тенденции, являющиеся отражением пришедшего в Европу нацизма и авторитаризма. Правительство сокращает автономию и возможности развития еврейской общины, случаи антисемитизма становятся чаще.
В 1940 году Советский Союз аннексирует Литву, некоторые еврейские коммунисты занимают важные места в НКВД, становятся местной коммунистической номенклатурой. Другие, особенно религиозные евреи и сионисты, вплоть до немецкого вторжения относились к советскому коммунистическому правительству в Литве настороженно.

## Вторая мировая война и Холокост в Литве

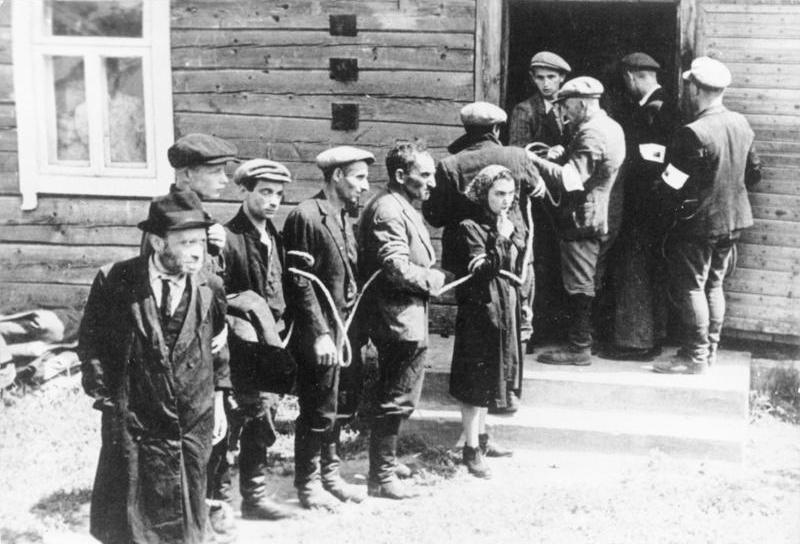
Арест евреев литовскими националистами

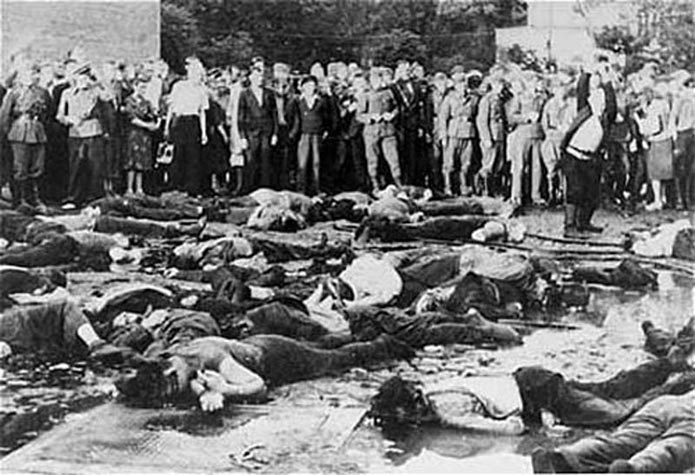
Жертвы бойни в Каунасе 25—27 июня 1941 года

В июне 1941 года Литовская ССР была оккупирована немцами. Холокост в оккупированной нацистами Литве привел к почти полному уничтожению литовских евреев (литваков). проживающих на территории контролируемой нацистами Литовской ССР. Примерно от 190000 до 210000 евреев (по некоторым оценкам — от 190 000 до 195 000 человек) были убиты в течение Второй мировой войны (в основном с июня по декабрь 1941 года). Более 95 % еврейского населения Литвы были убиты за три года немецкой оккупации — это больше, чем в любой другой стране, пострадавшей от Холокоста. Историки связывают это с массовым сотрудничеством с фашистами местных военизированных формирований, хотя причины этого сотрудничества все ещё обсуждаются. В истории Литвы ещё не было такого количества человеческих жертв за столь короткий период.
Важной составляющей Холокоста в Литве было то, что нацистская немецкая администрация раздувала антисемитизм, обвиняя еврейскую общину в недавней аннексии Литвы Советской властью. Другим важным фактором было то, что проект нацистов основывался на организации, подготовке и исполнении немецких приказов местными литовскими помощниками нацистского оккупационного режима.
Члены «Литовского фронта активистов» начали убивать евреев до начала оккупации 22 июня 1941 года. Согласно «Энциклопедии Холокоста» и множеству изданий — как литовских, так и зарубежных, уничтожение происходило последовательно и целенаправленно.
Как писал Соломонас Атамукас, это не были одиночные лица или разъяренная толпа, это была «организованная сила, в том числе литовские военно-полицейские формирования, охранные батальоны», которые помогали оккупантам убивать евреев не только на территории Литвы, но и в соседних государствах.
В период Холокоста Литва стала местом, куда фашисты свозили евреев из европейских стран. Здесь их сразу уничтожали, не давая ни одного шанса на спасение.
По данным Международной комиссии по оценке преступлений нацистского и советского оккупационных режимов в Литве, общее число жертв геноцида в период Холокоста составило от 200 000 до 206 000 человек, в том числе:
около 190 тысяч литовских евреев;
от 8 000 до 10 000 еврейских беженцев из Польши;
около 5 000 евреев из Австрии и Германии;
878 французских евреев.
На территории Литвы сегодня известно 227 мест массовых расстрелов евреев.
В январе 2016 года вышла книга «Наши», основанная на архивных материалах. Её автор — Рута Ванагайте. Книга вызвала противоречивые отзывы.
Литовские правоохранительные органы, однако, и много лет спустя противятся необходимости предъявлять обвинения участникам убийств в период Холокоста. Известны случаи преследования бывших еврейских партизан.

## Советская эпоха (1944—1990)

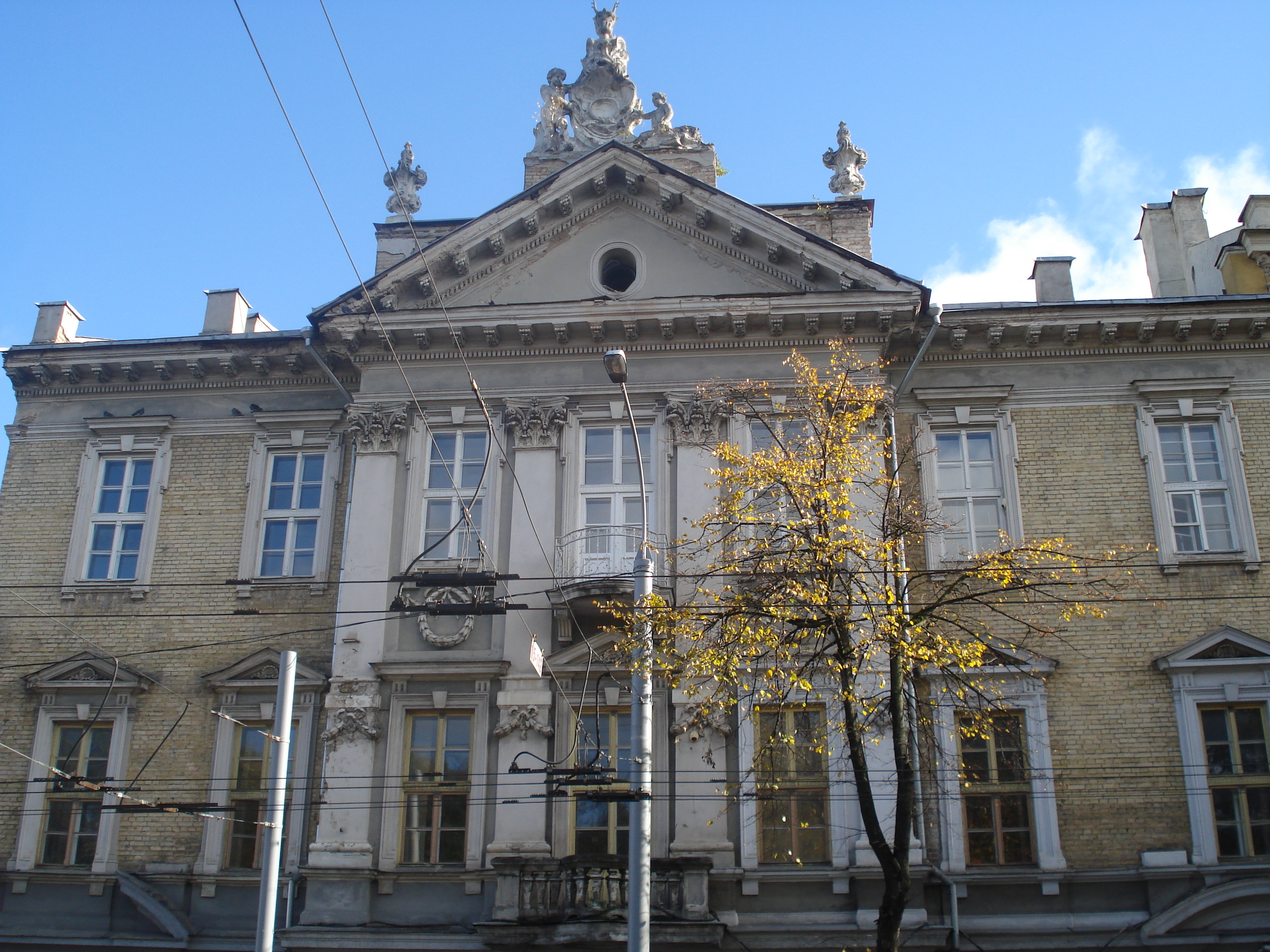
Государственный еврейский музей имени Виленского гаона в Вильнюсе

К 1944 году в Вильнюсе оставалось всего 600 евреев. После изгнания немецко-фашистских войск в 1944 году Советская Литва вновь становится советской республикой, коллаборанты привлекаются к суду за сотрудничество с нацистами. Чтобы избежать националистических тем, мемориалы объявляются посвященными всем жертвам войны, сознательно замалчивается, что большинство захороненных там — евреи. Чудом выжившие в Холокосте евреи в Литву не возвращаются, предпочитая переезд в Израиль или любую другую страну. На протяжении всей советской истории между еврейской общиной и властями чувствуется напряженность из-за отношения к памяти жертвам Холокоста и правом евреев на эмиграцию в Израиль.
Евреи, жившие в Советской Литве после войны, как правило, люди, приехавшие в период, когда Литва стала частью СССР. Основные их языки — русский и идиш.

## Евреи в современной Литве
После распада Советского Союза количество евреев в Литве стало неуклонно уменьшаться. Так, в Вильнюсе уже в 2001 году они составили 0,5 % населения. По данным же 1897 года евреев в городе проживало 61.847 человек (40.0 %). В целом по стране согласно переписи 2011 года евреи составляют 0,1 %.